# Pokolj u glinskoj crkvi
Pokolj u glinskoj crkvi dogodio se 29. srpnja 1941. godine, u mjestu Glina, Banija, gdje su ustaše ubili nekoliko stotina Srba zatvorenih u crkvi. Točan broj žrtava nije poznat. Na nürnberškom procesu se navodi da je 250 ljudi došlo na ceremoniju, a Tomašević tvrdi da je ubijeno 260 dok Slavko Goldstein spominje oko 100 žrtava. Maksimalističke brojke idu i do 1.764 žrtava.

## Pozadina
U Glini su odmah po uspostavljanju NDH počeli pokolji Srba. S egzekucijama je bio upoznat i zagrebački nadbiskup Alojzije Stepinac jer su se izvodile javno. Ubrzo nakon prvih zločina on piše protesno pismo Paveliću:

## Dovođenje žrtava
U selima oko Vrginmosta ustaše su govorili ljudima da će oni koji pristanu prijeći na katoličanstvo, biti pošteđeni, a da će svi ustanici biti uništeni. Iako je dosta ljudi posumnjalo u te izjave, oko 250 ljudi iz okolnih sela se okupilo i oko 40 ustaša ih je kamionima odvezlo u Glinu, gdje su u pravoslavnoj crkvi zatvoreni i kasnije zaklani. Nakon toga su ustaše proširili hvatanje i dalje, naročito oko sela Bović.
Neki prikupljeni ljudi nisu ubijeni u crkvi, već na močvarnim poljima pored glinskog Novog Sela. Treća grupa seljaka iz sela Klasnić i Dragotina, koja se nalazila u glinskom zatvoru, otpremljena je vlakom u Liku i tamo ubijena.

## Spomenik žrtvama ustaškog pokolja
Srpska pravoslavna crkva Presvete Bogorodice u Glini izgrađena je 1846. godine. Vlasti NDH su je srušile 1941. godine, izgleda nedugo nakon što je u njoj počinjen pokolj.
Po završetku Drugog svjetskog rata, ostaci žrtava su 1947. preneseni na srpsko pravoslavno groblje u Glini. Na mjestu srušene crkve jugoslavenske su vlasti povodom desetogodišnjice pokolja, 27. lipnja 1951., podigle zajedničku spomen kosturnicu za žrtve fašističkih zločina.
Nakon operacije Oluja 1995. hrvatske su vlasti mjesto nekadašnje srpske pravoslavne crkve u Glini, odnosno tadašnji Spomen-dom žrtvama fašizma u Glini, preimenovale u Hrvatski dom.